# Алекс Німелі
Алекс Німелі (англ. Alex Nimely, нар. 11 травня 1991, Монровія) — ліберійський та англійський футболіст, що грав на позиції нападника.
Виступав, зокрема, за клуб «Манчестер Сіті», а також юнацьку збірну Англії.
Володар Кубка Англії з футболу.

## Клубна кар'єра
Народився 11 травня 1991 року в місті Монровія.
У дорослому футболі дебютував 2006 року виступами за команду «Котон Спорт», у якій провів два сезони, взявши участь у 9 матчах чемпіонату. 
Своєю грою за цю команду привернув увагу представників тренерського штабу клубу «Манчестер Сіті», до складу якого приєднався 2008 року. Відіграв за команду з Манчестера наступні два сезони своєї ігрової кар'єри.
Згодом з 2011 по 2018 рік грав у складі команд «Мідлсбро», «Ковентрі Сіті», «Крістал Пелес», «Порт Вейл», «Полі Тімішоара», «Вііторул», «Стабек» та «Гонка».
Завершив ігрову кар'єру у команді «Кеттерінг Таун», за яку виступав протягом 2019 року.

## Виступи за збірні
До 2009 року залучався до складу молодіжної збірної Ліберії.
У 2009 році дебютував у складі юнацької збірної Англії (U-20), загалом на юнацькому рівні взяв участь у 3 іграх, відзначившись одним забитим голом.

## Титули і досягнення
- Володар Кубка Англії з футболу (1):

«Манчестер Сіті»: 2010-2011